# 贝尔格莱德车展
貝爾格萊德車展（Belgrade International Motor Show），3月8日開幕，在塞爾維亞首都貝爾格萊德舉行，2013年已是第51屆，初舉行在1962年。是獲得國際汽車製造商協會認可的國際性車展。